# Андреја Андрејевић (сликар)
Андреја Андрејевић (Берлин, 25. фебруар 1906 — Београд, 17. мај 1991) био је српски  графичар, илустратор и сликар.

## Биографија
Андреја Андрејевић био је син ксилографа Вељка Куна и брат Ђорђа Андрејевића Куна. Примивши православље (1923), породица Кун је, по претку Андрашу, презиме променила у Андрејевић. После школовања у Београду, Андреја је похађао Графичку школу у Берлину. Бавио се опремом књига и стручних часописа, илустрацијом и сликарством. У Београду је, од 1930. до национализације 1952. водио своју цинкографску радњу „Илустра". Затим је радио као технички уредник у „Младом покољењу", сарађивао са Војноисторијским институтом и „Дечијом књигом". Био је један од оснивача УЛУПУДС-а. Аутор је ликовних решења две поштанске марке (1945), неколико плаката и амблема едиција: „Библиотека нобеловаца", „Златно коло", „100 књига". Као сликар припадао је токовима поетског реализма и умереног експресионизма. Уз владање цртежом и занатом, те познавање анатомије, радио пиктурално засићене, хроматски сведене мртве природе и портрете. Његове радове чувају Народни музеј (Цвеће, 1940; Портрет Милице Бошковић, 1940; Портрет Светислава Бошковића, 1948) и Музеј примењене уметности у Београду (Плакат за 1. мај 1949; Плакат Југословенске и народне армије, 1951).